# Juvigny-en-Perthois
Juvigny-en-Perthois é uma comuna francesa na região administrativa de Grande Leste, no departamento de Meuse. Estende-se por uma área de 6,36 km². Em 2010 a comuna tinha 144 habitantes (densidade: 22,6 hab./km²).